# Paprače
Paprače (nemško Farrendorf) je naselje v Občini Škofiče v Okraju Celovec-dežela na Koroškem v Avstriji.